# Phaonia alticiella
Phaonia alticiella este o specie de muște din genul Phaonia, familia Muscidae, descrisă de Zinovjev în anul 1990.
Este endemică în Mongolia. Conform Catalogue of Life specia Phaonia alticiella nu are subspecii cunoscute.